# Jan-Michael Vincent
Jan-Michael Vincent (Denver, 15 de julho de 1945 – Asheville, 10 de fevereiro de 2019) foi um ator norte-americano, mais conhecido por sua atuação como o piloto de helicóptero supersônico Airwolf na série de televisão Airwolf da década de 1980 e do filme The Mechanic (1972) com Charles Bronson.
Seu falecimento, ocorrido em 10 de fevereiro de 2019, veio a luz somente em 8 de março, num hospital da cidade de Asheville, após sofrer uma parada cardíaca.